# Protapanteles ugandaensis
Protapanteles ugandaensis är en stekelart som först beskrevs av Charles Joseph Gahan 1918.  Protapanteles ugandaensis ingår i släktet Protapanteles och familjen bracksteklar. Inga underarter finns listade i Catalogue of Life.